# Canton de Blanzy
Le canton de Blanzy est une circonscription électorale française du département de Saône-et-Loire.

## Histoire
Un nouveau découpage territorial de Saône-et-Loire entre en vigueur à l'occasion des élections départementales de 2015. Il est défini par le décret du 18 février 2014, en application des lois du 17 mai 2013 (loi organique 2013-402 et loi 2013-403). Les conseillers départementaux sont, à compter de ces élections, élus au scrutin majoritaire binominal mixte. Les électeurs de chaque canton élisent au Conseil départemental, nouvelle appellation du Conseil général, deux membres de sexe différent, qui se présentent en binôme de candidats. Les conseillers départementaux sont élus pour 6 ans au scrutin binominal majoritaire à deux tours, l'accès au second tour nécessitant 12,5 % des inscrits au 1er tour. En outre la totalité des conseillers départementaux est renouvelée. Ce nouveau mode de scrutin nécessite un redécoupage des cantons dont le nombre est divisé par deux avec arrondi à l'unité impaire supérieure si ce nombre n'est pas entier impair, assorti de conditions de seuils minimaux. Dans la Saône-et-Loire, le nombre de cantons passe ainsi de 57 à 29.
Le canton de Blanzy est formé de communes des anciens cantons de Montcenis (2 communes), de La Guiche (3 communes), de Montchanin (5 communes) et de Mont-Saint-Vincent (7 communes). Avec ce redécoupage administratif, le territoire du canton s'affranchit des limites d'arrondissements, avec 2 communes incluses dans l'arrondissement d'Autun, 12 dans celui de Chalon-sur-Saône et 3 dans l'arrondissement de Charolles. Le bureau centralisateur est situé à Blanzy.

## Représentation
| Période élective | Période élective | Mandat | Mandat   | Identité            | Nuance | Nuance | Qualité |
| ---------------- | ---------------- | ------ | -------- | ------------------- | ------ | ------ | --- |
| 2015             | 2021             | 2015   | 2021     | Édith Calderon      |        | PS     | Retraitée de la Fonction publique Maire d'Écuisses (2008-2020)                                                                                 |
| 2015             | 2021             | 2015   | 2021     | Jean-Yves Vernochet |        | PS     | Directeur de structure pour personnes âgées en disponibilité Ancien conseiller général du canton de Montchanin (2008-2015) Maire de Montchanin |
| 2021             | 2028             | 2021   | en cours | Alain Ballot        |        | DVD    | Ancien cadre Conseiller municipal (1983) puis maire de Saint-Eusèbe (2008-2024) Décédé le 6 février 2025                                       |
| 2021             | 2028             | 2021   | en cours | Sophie Clément      |        | DVD    | Conseillère en immobilier Conseillère municipale de Blanzy                                                                                     |

### Résultats détaillés

#### Élections de mars 2015
À l'issue du 1er tour des élections départementales de 2015, trois binômes sont en ballottage : Édith Calderon et Jean-Yves Vernochet (PS, 37,86 %), Christian Launay et Francine Malaty (FN, 28,55 %) et Josiane Genevois et Jean Girardon (Union de la Droite, 26,26 %). Le taux de participation est de 50,52 % (7 568 votants sur 14 979 inscrits) contre 50,75 % au niveau départemental et 50,17 % au niveau national.
Au second tour, Edith Calderon et Jean-Yves Vernochet (PS) sont élus avec 45,61 % des suffrages exprimés et un taux de participation de 51,61 % (3 362 voix pour 7 731 votants et 14 980 inscrits).

#### Élections de juin 2021
Le premier tour des élections départementales de 2021 est marqué par un très faible taux de participation (33,26 % au niveau national). Dans le canton de Blanzy, ce taux de participation est de 30,5 % (4 447 votants sur 14 581 inscrits) contre 32,7 % au niveau départemental. À l'issue de ce premier tour, deux binômes sont en ballottage : Edith Calderon et Jean-Marc Frizot (DVG, 32,49 %) et Alain Ballot et Sophie Clement (Divers, 31,42 %).
Le second tour des élections est marqué une nouvelle fois par une abstention massive équivalente au premier tour. Les taux de participation sont de 34,36 % au niveau national, 33,9 % dans le département et 32,72 % dans le canton de Blanzy. Alain Ballot et Sophie Clement (Divers) sont élus avec 50,98 % des suffrages exprimés (2 218 voix pour 4 771 votants et 14 582 inscrits),,.

## Composition
Le canton de Blanzy comprend dix-sept communes entières.
| Nom                            | Code Insee | Intercommunalité        | Superficie (km2) | Population (dernière pop. légale) | Densité (hab./km2) | Modifier                                    |
| ------------------------------ | ---------- | ----------------------- | ---------------- | --------------------------------- | ------------------ | ------------------------------------------- |
| Blanzy (bureau centralisateur) | 71040      | CU Creusot Montceau     | 39,95            | 5 983 (2022)                      | 150                | modifier les données · modifier les données |
| Les Bizots                     | 71038      | CU Creusot Montceau     | 21,69            | 473 (2022)                        | 22                 | modifier les données · modifier les données |
| Collonge-en-Charollais         | 71139      | CC Sud Côte Chalonnaise | 12,17            | 150 (2022)                        | 12                 | modifier les données · modifier les données |
| Écuisses                       | 71187      | CU Creusot Montceau     | 13,38            | 1 624 (2022)                      | 121                | modifier les données · modifier les données |
| Genouilly                      | 71214      | CC Sud Côte Chalonnaise | 10,88            | 418 (2022)                        | 38                 | modifier les données · modifier les données |
| Gourdon                        | 71222      | CU Creusot Montceau     | 25,41            | 891 (2022)                        | 35                 | modifier les données · modifier les données |
| Joncy                          | 71242      | CC du Clunisois         | 15,15            | 511 (2022)                        | 34                 | modifier les données · modifier les données |
| Marigny                        | 71278      | CU Creusot Montceau     | 22,30            | 164 (2022)                        | 7,4                | modifier les données · modifier les données |
| Mary                           | 71286      | CU Creusot Montceau     | 14,55            | 282 (2022)                        | 19                 | modifier les données · modifier les données |
| Mont-Saint-Vincent             | 71320      | CU Creusot Montceau     | 13,60            | 310 (2022)                        | 23                 | modifier les données · modifier les données |
| Montchanin                     | 71310      | CU Creusot Montceau     | 7,82             | 4 982 (2022)                      | 637                | modifier les données · modifier les données |
| Le Puley                       | 71363      | CC Sud Côte Chalonnaise | 5,30             | 80 (2022)                         | 15                 | modifier les données · modifier les données |
| Saint-Eusèbe                   | 71412      | CU Creusot Montceau     | 21,21            | 1 175 (2022)                      | 55                 | modifier les données · modifier les données |
| Saint-Julien-sur-Dheune        | 71435      | CU Creusot Montceau     | 5,32             | 230 (2022)                        | 43                 | modifier les données · modifier les données |
| Saint-Laurent-d'Andenay        | 71436      | CU Creusot Montceau     | 11,49            | 966 (2022)                        | 84                 | modifier les données · modifier les données |
| Saint-Martin-la-Patrouille     | 71458      | CC du Clunisois         | 6,76             | 65 (2022)                         | 9,6                | modifier les données · modifier les données |
| Saint-Micaud                   | 71465      | CU Creusot Montceau     | 20,91            | 274 (2022)                        | 13                 | modifier les données · modifier les données |
| Canton de Blanzy               | 7103       |                         | 267,89           | 18 578 (2022)                     | 69                 | modifier les données                        |

## Démographie
En 2022, le canton comptait 18 578 habitants, en évolution de −2,24 % par rapport à 2016 (Saône-et-Loire : −1,06 %, France hors Mayotte : +2,11 %).
| 2013   | 2018   | 2022   |
| ------ | ------ | ------ |
| 19 493 | 18 701 | 18 578 |